# Vallenar
Vallenar este un oraș și comună din provincia Huasco, regiunea Atacama, Chile, cu o populație de 52.096 locuitori (2012) și o suprafață de 7083,7 km2.

## Date geografice
Vallenar este situat la 145 km sud de orașul Copiapó ( 129.281 loc.), fiind amplasat la o altitudine de 380 m și este traversat de Río Huasco. In regiune domnește o climă aridă cantitatea de precipitații 31mm/an.

## Climă
| Date climatice pentru Vallenar | Date climatice pentru Vallenar | Date climatice pentru Vallenar | Date climatice pentru Vallenar | Date climatice pentru Vallenar | Date climatice pentru Vallenar | Date climatice pentru Vallenar | Date climatice pentru Vallenar | Date climatice pentru Vallenar | Date climatice pentru Vallenar | Date climatice pentru Vallenar | Date climatice pentru Vallenar | Date climatice pentru Vallenar | Date climatice pentru Vallenar |
| Luna                           | Ian                            | Feb                            | Mar                            | Apr                            | Mai                            | Iun                            | Iul                            | Aug                            | Sep                            | Oct                            | Nov                            | Dec                            | Anual                          |
| ------------------------------ | ------------------------------ | ------------------------------ | ------------------------------ | ------------------------------ | ------------------------------ | ------------------------------ | ------------------------------ | ------------------------------ | ------------------------------ | ------------------------------ | ------------------------------ | ------------------------------ | ------------------------------ |
| Maxima medie °C (°F)           | 26.6 (79,9)                    | 26.7 (80,1)                    | 25.3 (77,5)                    | 22.7 (72,9)                    | 20.6 (69,1)                    | 18.9 (66)                      | 18.8 (65,8)                    | 19.8 (67,6)                    | 21.0 (69,8)                    | 22.7 (72,9)                    | 24.1 (75,4)                    | 25.5 (77,9)                    | 22,7 (72,9)                    |
| Media zilnică °C (°F)          | 18.6 (65,5)                    | 18.6 (65,5)                    | 17.1 (62,8)                    | 14.9 (58,8)                    | 13.1 (55,6)                    | 11.7 (53,1)                    | 11.4 (52,5)                    | 12.2 (54)                      | 13.0 (55,4)                    | 14.5 (58,1)                    | 15.6 (60,1)                    | 17.5 (63,5)                    | 14,9 (58,8)                    |
| Minima medie °C (°F)           | 13.1 (55,6)                    | 13.1 (55,6)                    | 12.0 (53,6)                    | 10.1 (50,2)                    | 8.6 (47,5)                     | 7.1 (44,8)                     | 6.8 (44,2)                     | 7.3 (45,1)                     | 7.9 (46,2)                     | 9.0 (48,2)                     | 10.1 (50,2)                    | 11.8 (53,2)                    | 9,7 (49,5)                     |
| Precipitații mm (inches)       | 0.0 (0)                        | 0.0 (0)                        | 0.7 (0.028)                    | 1.3 (0.051)                    | 4.1 (0.161)                    | 3.2 (0.126)                    | 11.9 (0.469)                   | 7.1 (0.28)                     | 2.1 (0.083)                    | 1.2 (0.047)                    | 0.0 (0)                        | 0.0 (0)                        | 31,6 (1,244)                   |
| Ore însorite                   | 337.9                          | 299.5                          | 285.2                          | 240.0                          | 213.9                          | 195.0                          | 210.8                          | 235.6                          | 249.0                          | 288.3                          | 303.0                          | 325.5                          | 3.183,7                        |
| Sursă: Universidad de Chile    |                                |                                |                                |                                |                                |                                |                                |                                |                                |                                |                                |                                |                                |